# Comté de Fountain
Le comté de Fountain (anglais : Fountain County) est un comté de l'État de l'Indiana, aux États-Unis. Il comptait 17 954 habitants en 2000. Son siège est Covington.